# Nötebogölen
Nötebogölen är en sjö i Åtvidabergs kommun i Östergötland och ingår i Söderköpingsåns huvudavrinningsområde. Sjöns area är 0,0103 kvadratkilometer och den befinner sig 87,3 meter över havet.